# Ruth García
Ruth García, née le 26 mars 1987 à Camporrobles en Espagne, est une footballeuse internationale espagnole. Elle évolue au poste de défenseur central à Levante.

## Biographie

### En club
Avec le FC Barcelone, elle participe à de nombreuses reprises à la Ligue des champions féminine. Elle atteint les demi-finales de cette compétition en 2017, en étant battue par le Paris Saint-Germain.
LEVANTE
2007 → 3 match sur 3 possible (2 matchs en 1/2 inconnus), 0 but
2008 → 4 matchs sur 4 possible (1 match en 1/4 retour inconnu), 0 but

## Statistiques
| Saison                | Club                  | Championnat           | Championnat | Championnat | Coupe(s) nationale(s) | Coupe(s) nationale(s) | Supercoupe | Supercoupe | Compétition(s) continentale(s) | Compétition(s) continentale(s) | Compétition(s) continentale(s) | Total | Total |
| Saison                | Club                  | Division              | M.          | B.          | M.                    | B.                    | M.         | B.         | Comp.                          | M.                             | B.                             | M.    | B.    |
| 2004-2005             | Levante UD            | Superliga             | 18          | 4           |                       |                       | -          | -          | -                              | -                              | -                              | 18    | 4     |
| 2005-2006             | Levante UD            | Superliga             | 23          | 1           | 4                     | 2                     | -          | -          | -                              | -                              | -                              | 27    | 3     |
| 2006-2007             | Levante UD            | Superliga             | 24          | 3           | 5                     | 1                     | -          | -          | -                              | -                              | -                              | 29    | 4     |
| 2007-2008             | Levante UD            | Superliga             | 26          | 7           | 5                     | 1                     | -          | -          | -                              | -                              | -                              | 31    | 8     |
| 2008-2009             | Levante UD            | Superliga             | 30          | 6           | 2                     | 1                     | -          | -          | UWC                            | 6                              | 0                              | 38    | 7     |
| 2009-2010             | Levante UD            | Superliga             | 23          | 6           | 4                     | 1                     | -          | -          | -                              | -                              | -                              | 27    | 7     |
| 2010-2011             | Levante UD            | Superliga             | 25          | 9           | 1                     | 0                     | -          | -          | -                              | -                              | -                              | 26    | 9     |
| 2011-2012             | Levante UD            | Superliga             | 34          | 8           | -                     | -                     | -          | -          | -                              | -                              | -                              | 34    | 8     |
| 2012-2013             | Levante UD            | Superliga             | 28          | 2           | 4                     | 0                     | -          | -          | -                              | -                              | -                              | 32    | 2     |
| Sous-total            | Sous-total            | Sous-total            | 231         | 46          | 25                    | 6                     | -          | -          | -                              | 6                              | 0                              | 262   | 52    |
| 2013-2014             | FC Barcelone          | Superliga             | 29          | 2           | 5                     | 0                     | -          | -          | WCL                            | 6                              | 1                              | 40    | 3     |
| 2014-2015             | FC Barcelone          | Superliga             | 28          | 3           | 2                     | 0                     | -          | -          | WCL                            | 4                              | 1                              | 34    | 4     |
| 2015-2016             | FC Barcelone          | Superliga             | 28          | 2           | 3                     | 0                     | -          | -          | WCL                            | 6                              | 1                              | 37    | 3     |
| 2016-2017             | FC Barcelone          | Superliga             | 23          | 0           | 3                     | 0                     | -          | -          | WCL                            | 7                              | 0                              | 33    | 0     |
| 2017-2018             | FC Barcelone          | Superliga             | 14          | 1           | 2                     | 0                     | -          | -          | WCL                            | 1                              | 0                              | 17    | 1     |
| Sous-total            | Sous-total            | Sous-total            | 122         | 8           | 15                    | 0                     | -          | -          | -                              | 24                             | 3                              | 161   | 11    |
| 2018-2019             | Levante UD            | Superliga             | 23          | 1           | 1                     | 0                     | -          | -          | -                              | -                              | -                              | 24    | 1     |
| 2019-2020             | Levante UD            | Superliga             | 1           | 0           | 0                     | 0                     | 0          | 0          | -                              | -                              | -                              | 1     | 0     |
| Sous-total            | Sous-total            | Sous-total            | 24          | 1           | 1                     | 0                     | 0          | 0          | -                              | -                              | -                              | 25    | 1     |
| Total sur la carrière | Total sur la carrière | Total sur la carrière | 377         | 55          | 41                    | 6                     | 0          | 0          | -                              | 30                             | 3                              | 448   | 64    |

- 2 matchs inconnus en coupe en 1/2 en 2005.

### En équipe nationale
Avec l'équipe d'Espagne, elle participe au championnat d'Europe féminin en 2013. Lors de cette compétition organisée en Suède, elle joue trois matchs. L'Espagne s'incline en quart de finale face à la Norvège.
Elle dispute ensuite la Coupe du monde 2015 organisée au Canada. Lors de ce mondial, elle ne joue qu'une seule rencontre, face au Costa Rica.

## Palmarès

### En équipe nationale
- Vainqueur du championnat d'Europe féminin des moins de 19 ans en 2004 avec l'équipe d'Espagne des moins de 19 ans

### En club
- Championne d'Espagne en 2008 avec Levante ; en 2014 et 2015 avec le FC Barcelone
- Vice-championne d'Espagne en 2005 avec Levante ; en 2016, 2017 et 2018 avec le FC Barcelone
- Vainqueur de la Coupe d'Espagne féminine en 2005 et 2007 avec Levante ; en 2014, 2017 et 2018 avec le FC Barcelone
- Finaliste de la Coupe d'Espagne féminine en 2008 avec Levante ; en 2016 avec le FC Barcelone